# Sébastien Rémy
Sébastien Rémy (16 aprile 1974) è un ex calciatore lussemburghese, di ruolo centrocampista.

## Carriera

### Club
Ha giocato nella massima serie lussemburghese con l'F91 Dudelange.

### Nazionale
Dal 2002 al 2008 ha giocato 52 partite con la nazionale lussemburghese.

## Palmarès
- Division Nationale: 7

F91 Dudelange: 2001-2002, 2004-2005, 2005-2006, 2006-2007, 2007-2008, 2008-2009, 2010-2011
- Coupe de Luxembourg: 4

F91 Dudelange: 2003-2004, 2005-2006, 2006-2007, 2008-2009